# 바이슨 델리
바이슨 델리 (Bison Dele, 1969년 4월 6일 ~ 2002년 7월 7일)는 미국의 전 농구 선수이며, 본명은 브라이언 카슨 윌리엄스(Brian Carson Williams)이다.

## 생애
1991년 올랜도 매직에서 데뷔했으며, 이후 덴버 너기츠, 로스앤젤레스 클리퍼스를 거쳐 1997년 시카고 불스로 이적해 팀의 백업 선수로 활동하며 NBA 우승에 일조하였다. 그 뒤 같은 해 다시 디트로이트 피스턴스로 이적하였고, 1999년 농구에 대한 열정이 식었다는 이유로 5년의 잔여 계약 기간과 3645만 달러의 연봉을 포기하고 갑작스럽게 은퇴를 선언하였다.
또한 1998년 자신의 뿌리인 미국의 원주민인 체로키족과 아프리카계 혈통을 기리고자 이름을 바이슨 델리(Bison Dele)로 개명하였다.
2002년 7월 6일 타히티에서 여자친구 및 배의 선장과 함께 쌍동선을 타고 항해한 뒤 7월 8일 연락이 두절된 채 실종되었으며, 수사를 담당하게 된 경찰은 배에 함께 타고 있었던 델리의 형인 마일스 다보드를 유력 용의자로 판단하였다. 이후 델리와 다보드가 언쟁을 벌였다는 제보가 들어왔으며, 7월 20일경에 다보드 혼자 배를 몰고 타히티로 돌아왔다는 사실이 확인되었다. 배는 9월 3일 타히티 인근 해안에서 선박명이 지워지고 선내에서 틴흔이 남은 채로 발견되었으며, 9월 5일 다보드가 애리조나주 피닉스에서 델리의 여권을 도용하고 델리의 서명을 위조해 15만 2천 달러 상당의 금괴를 구입했다는 정보를 입수하고는 함정 수사를 벌여 다보드를 체포하였다.
수사에는 FBI 및 프랑스 당국 또한 참여해 다보드가 3인을 살해한 뒤 시신을 태평양에 유기했을 것이라고 추론했으나, 다보드는 자신의 결백을 주장하였고 증거 불충분으로 풀려났다. 그 뒤 9월 15일 경찰은 멕시코의 티후아나에서 의도적으로 인슐린을 과다 복용해 혼수상태에 빠진 다보드를 발견했으며, 결국 다보드는 9월 27일 캘리포니아주의 한 병원에서 사망했다. 다보드의 자살 이후로는 사건 수사가 사실상 종료되었고, 델리와 다보드를 기리기 위한 추도식이 열렸다.